# Roanoke Island
Roanoke is een eilandje tussen de Outer Banks en het vasteland van North Carolina (Verenigde Staten) bij de zuidelijke ingang van de Albemarle Sound. Het eiland is zo'n 19 km lang en gemiddeld 5 km breed. Het heeft een brugverbinding met het vasteland.
Het eilandje is vooral bekend van het feit dat in 1585 onder leiding van Sir Walter Raleigh de Engelsen er tevergeefs hun eerste kolonie in Amerika trachtten te vestigen. Zij stuurden er 107 mensen naartoe. In 1590 bleek de kolonie echter verlaten te zijn, zij staat daarom bekend als de Verloren Kolonie. Van de inwoners is nooit meer iets vernomen. Op een boom stond het woord Croatan gekrast en dat slaat waarschijnlijk op de inheemse buren, een stam met deze naam. Of het betekent dat de kolonisten door hen zijn aangevallen is echter niet zeker. Het is ook mogelijk dat de kolonie door een ramp getroffen is (het eiland ligt in een gebied dat vaak door orkanen overstroomd wordt) en dat de overlevenden juist bij de buren hun heil zijn gaan zoeken.
De acteur Andy Griffith woonde en overleed op dit eiland.